# Aisne (rivier in Frankrijk)
De Aisne is een rivier in het noorden van Frankrijk die in het massief van Argonne ontspringt en zich bij de Oise voegt nabij Compiègne in het departement Oise. Het departement Aisne is naar de rivier genoemd.
De Romeinen kenden de rivier in de oudheid al als de Axona; in 57 v.Chr. sloeg Caesar tijdens de Gallische Oorlog in de Slag bij de Aisne een grote Belgische coalitie neer. Ook in de Eerste Wereldoorlog is er slag geleverd.

## Stroomgebied
De Aisne ontspringt bij het dorpje Sommaisne in de gemeente Rembercourt-Sommaisne in het departement Meuse. Vandaaraf stroomt het in een boog westwaarts; de totale lengte is 356 kilometer.
Hierbij stroomt de Aisne door vijf departementen. In de opsomming hieronder worden achter het departementnummer steden aan de Aisne genoemd evenals kleinere plaatsen en gemeenten met Aisne in de naam.
- Meuse (55): Rembercourt-Sommaisne
- Marne (51): Sainte-Menehould
- Ardennes (08): Vouziers, Rethel, Brienne-sur-Aisne, Nanteuil-sur-Aisne, Rilly-sur-Aisne, Savigny-sur-Aisne, Terron-sur-Aisne
- Aisne (02): Soissons, Billy-sur-Aisne, Celles-sur-Aisne, Condé-sur-Aisne, Missy-sur-Aisne, Moÿ-de-l'Aisne, Neufchâtel-sur-Aisne, Vailly-sur-Aisne, Vic-sur-Aisne
- Oise (60): Compiègne, Berneuil-sur-Aisne

#### Onthoofding van de Aire door de Aisne
De Aire, een zijrivier van de Aisne, is ooit door de Aisne onthoofd ten oosten van Saint-Juvin. Het deel van de Aire stroomopwaarts van Saint-Juvin was ooit een zijrivier van de Maas. De Aire stroomde toen bij Saint-Juvin naar het noorden via Champigneulle naar de Maas.
Een klein zijriviertje van de Aisne, dat via het huidige dorp Grandpré naar het westen stroomde, kon de bovenloop van de Aire "kapen". Deze onthoofding kon gebeuren omdat de Aisne (en dus ook het kleine zijriviertje van Grandpré) zich gemakkelijker kon insnijden dan de Aire/Bar. Uiteindelijk verlaagde het riviertje vanuit Grandpré zich onder dat van de Aire/Bar bij Saint-Juvin en kwam het water van de bovenloop van de Aire via Grandpré in de Aisne terecht.
Door deze stroomonthoofding werd het debiet van de Maas verlaagd en dat van de Aisne verhoogd. Waar de Aire/Bar vroeger van Saint-Juvin naar Champigneulle (noordwaarts) stroomde, stroomt het huidige riviertje Agron nu in de tegenovergestelde richting. Aan de noordzijde van de huidige waterscheiding bevindt zich de overgedimensioneerde vallei van Bar.

## Zijrivieren
- Aire
- Retourne
- Suippe
- Vesle

## Scheepvaart
De Aisne is gekanaliseerd vanaf Celles-sur-Aisne en is vanaf daar bevaarbaar voor schepen van CEMT-klasse I. Stroomopwaarts van Celles-sur-Aisne lopen parallel aan de rivier het Canal latéral à l'Aisne (tot Vieux-les-Asfeld) en het Canal des Ardennes (tot Vouziers).